# 고바토역
고바토역(일본어: 小波渡駅 こばとえき[*])은 일본 야마가타현 쓰루오카시에 위치한 동일본 여객철도 우에쓰 본선의 철도역이다. 상대식 승강장 2면 2선의 구조를 갖춘 지상역이다.

## 타는 곳
| 1 | ■ 우에쓰 본선 | 하행 | 쓰루오카 · 아마루메 · 사카타 방면 |
| 2 | ■ 우에쓰 본선 | 상행 | 무라카미 · 시바타 · 니쓰 방면     |

## 이용 현황
| 연도     | 1일 평균 | 연도     | 1일 평균 |
| 1965년도 | 416      | 1998년도 | 63       |
| 1970년도 | 267      | 1999년도 | 68       |
| 1975년도 | 213      | 2000년도 | 63       |
| 1989년도 | 87       | 2001년도 | 62       |
| 1990년도 | 84       | 2002년도 | 52       |
| 1991년도 | 85       | 2003년도 | 55       |
| 1992년도 | 75       | 2004년도 | 42       |
| 1993년도 | 77       | 2005년도 | 38       |
| 1994년도 | 77       | 2006년도 | 35       |
| 1995년도 | 76       | 2007년도 | 42       |
| 1996년도 | 73       | 2008년도 | 41       |
| 1997년도 | 63       | 2009년도 | 39       |
| -------- | -------- | -------- | -------- |

## 역사
- 1944년 10월 1일 : 일본국유철도의 고바토 신호장으로서 개업.
- 1950년 2월 1일 : 역으로 승격해, 고바토역으로 한다.
- 1972년 9월 1일 : 하물의 취급을 폐지.
- 1987년 4월 1일 : 일본국유철도 분할 민영화에 의해, 동일본 여객철도가 승계.

## 인접 역
| 동일본 여객철도 우에쓰 본선 | 동일본 여객철도 우에쓰 본선 | 동일본 여객철도 우에쓰 본선 |
| --------------------------- | --------------------------- | --------------------------- |
| 이라가와 니쓰 방면          | ■ 우에쓰 본선               | 산제 아키타 방면            |